# حلبة شاه عالم
حلبة شاه عالم (بالملايوية: Litar Batu Tiga Shah Alam)‏ كانت حلبة سباق في ماليزيا. تقع في شاه عالم عاصمة ولاية سلاغور. تقع بين ملعب شاه عالم والطريق الفيدرالي السريع. قام بتصميم الحلبة الهولندي جون هيوجنهولتز. افتتحت الحلبة في سنة 1968 إلى أن أغلقت في 2003. استضافت الحلبة جائزة ماليزيا الكبرى للفورمولا 1، جائزة ماليزيا الكبرى للدراجات النارية وبطولة العالم للسوبربايك. بلغ طولها 3.69 كيلومتر.